# جبار اللعيبي
جبار علي حسين لعيبي سياسي عراقي كان يشغل منصب وزير النفط سابقا ولد في 13 يونيو 1945 في مدينة بغداد.

## الشهادات التخصصية
- شهادة البكلوريوس (بمرتبة الشرف) في الهندسة الكيميائية.
- دبلوم في الهندسة/ المملكة المتحدة.

## المناصب التي عمل بها
- 1973: مساعد مهندس/عمليات التنقيب والقياس الحقلي.
- 1974: مساعد مهندس/ مهندس تحميل النفط في منفذ التصدير/ الفاو.
- 1975: مهندس/ مهندس إنتاج في حقول الرميلة.
- 1977: مهندس إنتاج اقدم.
- 1978: مهندس منطقة إنتاج.
- 1980: مهندس اقدم/رئيس الشعبة الفنية في قسم الإنتاج.
- 1982: مهندس اقدم/ مدير منافذ التصدير/ مساعد مدير قسم الإنتاج + مساعد مدير قسم الغاز.
- 1983: مدير الخزن – قسم خطوط الانابيب.
- 1985: مهندس اقدم/ مدير قسم الحقن المائي/النائب الأول لمدير العمليات العام + نائب مدير قسم الصيانة.
- 1987: مهندس اقدم، مدير قسم الإنتاج + نائب أول لمدير العمليات العام + نائب مدير عام مديرية قسم الأمن والمطافي.
- 1998: خبير/ مدير قسم الإنتاج/ المساعد الأول لمدير شعبة العمليات.
- 1999: خبير/ مدير قسم التخطيط (مديرية التخطيط والموازنة).
- 2000: خبير/ رئيس مديرية التخطيط ودراسات المشاريع.
- 2001: خبير/ مدير قسم إدارة المشاريع.
- 2002: خبير/ مدير مديرية المشاريع.
- 2003: خبير/ مدير عام شركة نفط الجنوب.
- 2008: خبير/ مستشار الوزير.